# Natalja Linitsjoek
Natalja Vladimirovna Linitsjoek (uitspraakⓘ) (Russisch: Наталья Владимировна Линичук; Moskou, 6 februari 1956) is een Russisch voormalig kunstschaatsster.

## Biografie
Linitsjoek vormde samen met haar man Gennadi Karponossov een ijsdanspaar. Zij behaalden op de Europese kampioenschappen in totaal acht medailles waarvan twee gouden. Op de wereldkampioenschappen veroverden zij vijf medailles waarvan twee wereldtitels. Op de Olympische Winterspelen 1976 belandden zij net buiten de medailles met een vierde plaats, in 1980 veroverden zij de gouden medaille in het Amerikaanse Lake Placid.

## Belangrijke resultaten
1973-1981 met Gennadi Karponossov (voor de Sovjet-Unie uitkomend)
| Kampioenschap          | 73/74 | 74/75 | 75/76 | 76/77 | 77/78  | 78/79 | 79/80  | 80/81 |
| ---------------------- | ----- | ----- | ----- | ----- | ------ | ----- | ------ | ----- |
| Olympische Spelen      |       |       | 4e    |       |        |       | Goud   |       |
| Wereldkampioenschap    | Brons | 4e    | 5e    | Brons | Goud   | Goud  | Zilver |       |
| Europees Kampioenschap | Brons | Brons | Brons | Brons | Zilver | Goud  | Goud   | Brons |

1976: Ljoedmila Pachomova / Aleksandr Gorsjkov ·
1980: Natalja Linitsjoek / Gennadi Karponossov ·
1984: Jayne Torvill / Christopher Dean ·
1988: Natalja Bestemjanova / Andrej Boekin ·
1992: Marina Klimova / Sergej Ponomarenko ·
1994: Oksana Grisjtsjoek / Jevgeni Platov ·
1998: Oksana Grisjtsjoek / Jevgeni Platov ·
2002: Marina Anissina / Gwendal Peizerat ·
2006: Tatjana Navka / Roman Kostomarov ·
2010: Tessa Virtue / Scott Moir ·
2014: Meryl Davis / Charlie White ·
2018: Tessa Virtue / Scott Moir ·
2022: Gabriella Papadakis / Guillaume Cizeron